# Романков, Леонид Петрович
Леони́д Петро́вич Романко́в (р. 1 ноября 1937, Ленинград) — российский общественный и политический деятель, литератор, правозащитник.
Депутат Ленсовета (1990—1993). Депутат Законодательного собрания Санкт-Петербурга (1994—2002), председатель комиссии по образованию, науке и культуре.

## Биография
Родился в семье учёных. Отец, Пётр Григорьевич (1904—1990) — химик, член-корреспондент АН СССР. Мать — врач-биохимик, работала в детской больнице.
Как вспоминал Романков, читать он научился в четыре года: была блокада, игрушек не было, во двор выйти было нельзя, а дома было очень много книг. Романков считает, что это и сформировало его личность в большей степени.
Окончил Ленинградский политехнический институт (1961). В 1961—1982 годах — инженер, старший научный сотрудник ВНИИ телевидения. Кандидат технических наук (1972).
Был связан с диссидентскими кругами, в частности, приятельствовал с Владимиром Прибыловским. В 1982 году в квартире Романкова сотрудниками КГБ был проведён обыск, при котором были найдены более 50 запрещённых книг; Романков был уволен и лишён допуска.

После знаменитого доклада Хрущёва с разоблачением культа личности Сталина в 1956 году на ХХ съезде партии я стал искать самиздатовскую литературу, пытался разобраться в том, что происходит вокруг. На меня очень сильно повлияли друзья, например недавно ушедший Александр Римский-Корсаков — правнук композитора, гениальный физик. Мы с моей сестрой обожали его и его окружение, даже выпустили вместе рукописный журнал «Тупой угол», но о его существовании кто-то доложил в КГБ. Я был отравлен темой сталинских лагерей, стал участником диссидентского движения.
— Леонид Романков о дружбе с Нуреевым, Барышниковым и Бродским, диссидентстве и работе депутатом
С 1982 года — старший научный сотрудник Института аналитического приборостроения АН.
Автор более 30 научных публикаций, 4 изобретений.

### Политическая и правозащитная деятельность

#### Депутат Ленсовета
В 1990—1993 годах — депутат Ленсовета; был избран при поддержке блока «Демократические выборы-90». Был членом Ленинградского народного фронта.
Был заместителем председателя комиссии по культуре, членом комиссии по правам человека. Входил в движение «Демократическая Россия».
25 сентября 1993 года подписал Обращение 118 депутатов Петросовета в поддержку действий Б. Н. Ельцина.

#### Депутат Законодательного Собрания Санкт-Петербурга
Избирался депутатом Законодательного Собрания Санкт-Петербурга:
- 1994 — во втором туре; был выдвинут от блока «Демократическое единство».
- 1998 — во втором туре; был выдвинут от «Блока Юрия Болдырева» и поддержан объединёнными демократами. Вошёл во фракцию «Блока Юрия Болдырева», в ноябре 1999 года перешёл в созданную С. М. Мироновым фракцию «Законность», в ноябре 2000 года был одним из создателей фракции «Союз правых сил».

В 1994—2002 годах — председатель комиссии по образованию, науке и культуре.
Также выдвигался кандидатом:
- 2002 — баллотировался от блока СПС + «Яблоко», проиграл Юрию Савельеву;
- 2004 — баллотировался на довыборах как независимый кандидат;
- 2007 — входил в список «Яблока», который не был зарегистрирован;
- 2011 — баллотировался по списку «Яблока».

Подготовил и провёл через Законодательно Собрание более 30 законов Санкт-Петербурга, в том числе «О системе органов государственной власти Санкт-Петербурга», «О контрольно-счётной палате Санкт-Петербурга», «Об уполномоченном по правам человека в Санкт-Петербурге», «О льготном налогообложении участников благотворительной деятельности», «О займах из бюджета Санкт-Петербурга». Занимался также вопросами бюджетной поддержки региональных СМИ. В 2003 году баллотировался на пост уполномоченного (в Законодательном собрании не набрал необходимого числа голосов — как и его соперник, поддержанный губернатором В. И. Матвиенко).

#### Партийная и общественная деятельность
Член общества «Мемориал». В 1993—2001 годах — член партии «Демократический выбор России», член политсовета Санкт-Петербургской региональной организации. С 2001 года был членом партии «Союз правых сил».
В июне 2007 года был образован «Правозащитный совет Санкт-Петербурга», в который вошли несколько правозащитных организаций и в личном качестве правозащитники Юлий Рыбаков, Юрий Нестеров, Наталия Евдокимова и Леонид Романков.

### Литературная и культурная деятельность
Публиковался в самиздатовских журналах «Часы», «Время и мы», «Хронограф» и др. Дружил с писателями Лидией Чуковской и Л. Пантелеевым, танцовщиками Рудольфом Нуреевым и Михаилом Барышниковым, поэтом Иосифом Бродским.
В 1990-е годах выступал как публицист на страницах журнала «Звезда». Опубликовал сборники стихов и прозы «Фрагменты» (1996) и «Контуры смеха» (2005), книги прозы «Контуры света» (2002) и «Сон(Ц)» (2007), о которых сочувственно отзывались петербургские литераторы Самуил Лурье и Валерий Попов.
Был членом Топонимической комиссии Санкт-Петербурга, попечительских советов Европейского университета и Смольного института свободных искусств и наук, института «PRO ARTE», театров «Балтийский дом» и «Остров». За поддержку библиотек Петербургским библиотечным обществом удостоен премии им. Е. Дашковой.

## Семья
Женат, имеет двух сыновей, также воспитывал дочь жены от первого брака.